# Kikity
Kikity (deutsch Kekitten) ist ein Ort in der polnischen Woiwodschaft Ermland-Masuren. Er gehört zur Gmina Jeziorany (Stadt- und Landgemeinde Seeburg (Ostpreußen)) im Powiat Olsztyński (Kreis Allenstein).

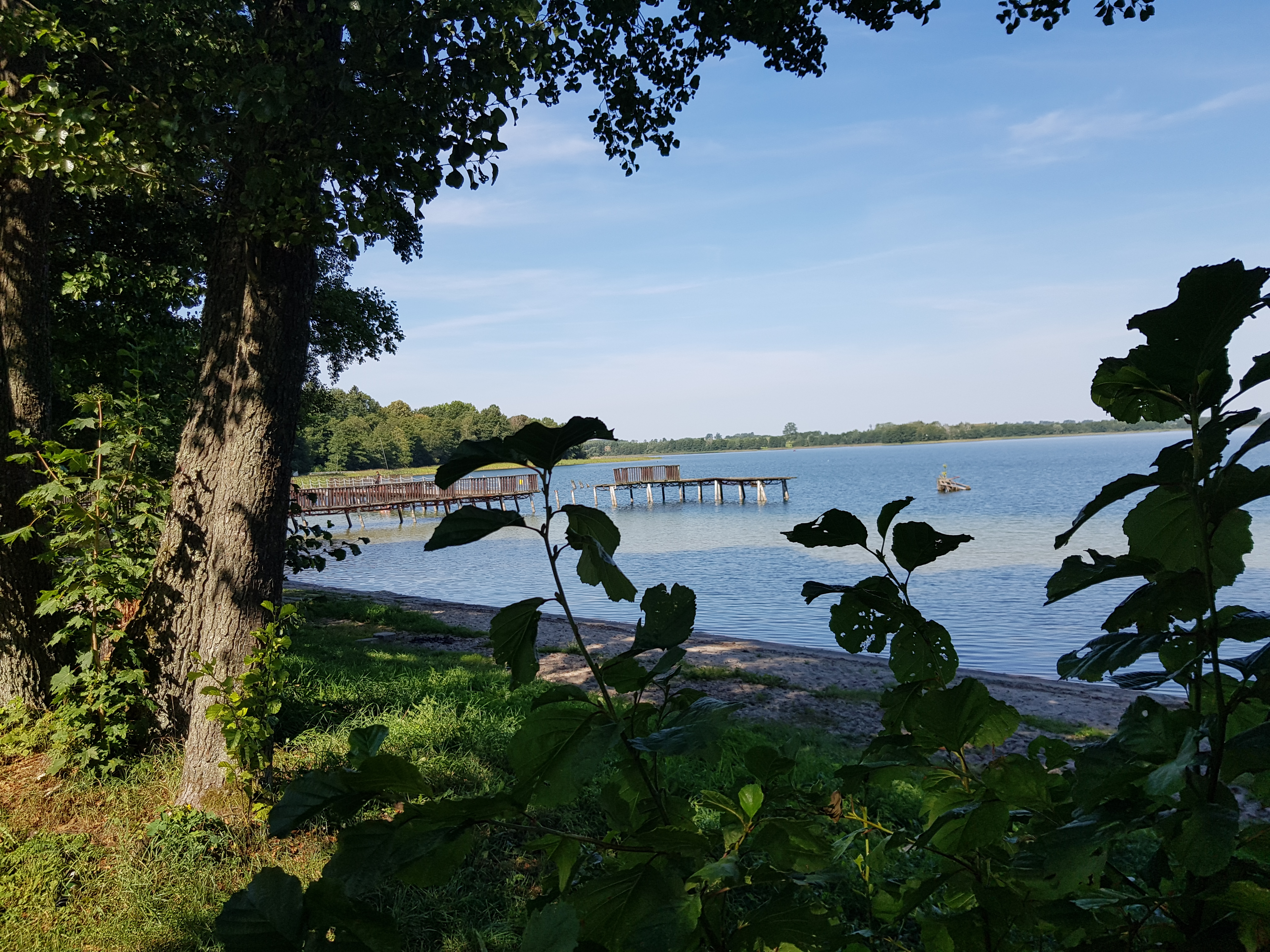
Blick auf den Jezioro Luterskie bei Kikity (I)

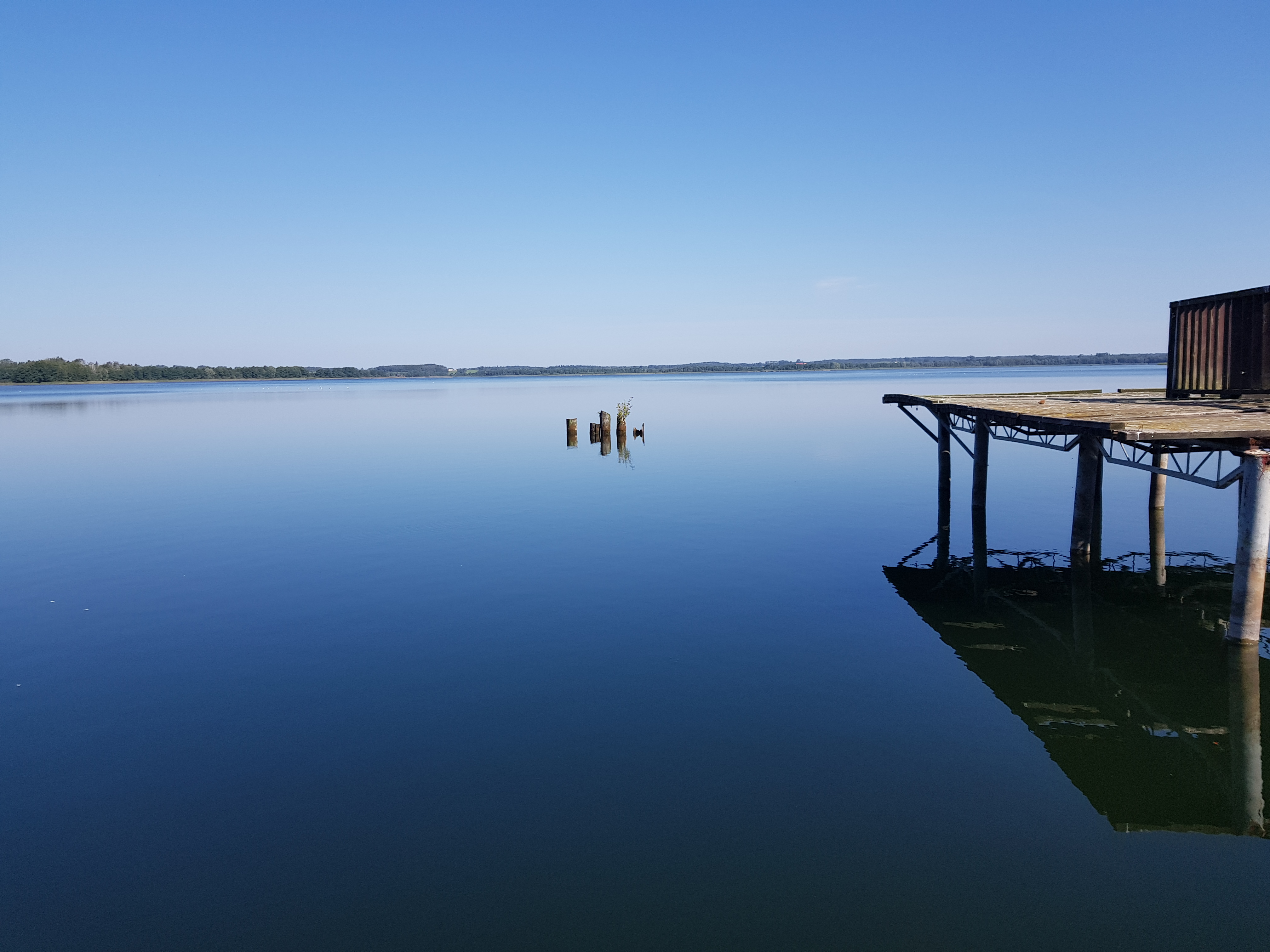
Blick auf den Jez.Luterskie bei Kikity (II)

## Geographische Lage
Kikity liegt am Ostufer des Jezioro Luterskie (deutsch Gr./Kl. Lauternsee) in der nördlichen Mitte der Woiwodschaft Ermland-Masuren, 21 Kilometer südwestlich der früheren Kreisstadt Rößel (polnisch Reszel) bzw. 33 Kilometer nordöstlich der heutigen Kreismetropole und auch Woiwodschaftshauptstadt Olsztyn (deutsch Allenstein).

## Geschichte
1341 ist das Gründungsjahr des kleinen Dorfes Kitten – mit der später angelegten Försterei, die südlich des Ortes lag. Sie erfolgte am 18. März jenes Jahres durch den Vogt Heinrich von Luter.
1785 wurde der Ort als königliches Dorf mit 27 Feuerstellen erwähnt, 1820 als köllmisches Bauerndorf mit 30 Feuerstellen bei 166 Einwohnern.
Als 1874 der Amtsbezirk Lautern (polnisch Lutry) im ostpreußischen Kreis Rößel gebildet wurde, gehörte Kekitten zu den eingegliederten Orten.
1885 waren in Kekitten 245 Einwohner registriert. Ihre Zahl belief sich im Jahre 1910 auf 223, und in den Jahren 1933 und 1939 auf 202 bzw. 199.
In Kriegsfolge wurde das südliche Ostpreußen 1945 an Polen abgetreten. In diesem Zusammenhang bekam Kekitten die polnische Namensform „Kikity“. Heute ist das Dorf eine Ortschaft im Verbund der Stadt- und Landgemeinde Jeziorany (Seeburg (Ostpreußen)) im Powiat Olsztyński (Kreis Allenstein), von 1975 bis 1998 der Woiwodschaft Olsztyn, seither der Woiwodschaft Ermland-Masuren zugehörig. Im Jahre 2021 zählte Kikity 94 Einwohner.

## Landeplatz Kikity
Südlich des Dorfes befindet sich ein 2012 eröffneter und privat betriebener  Landeplatz (Lądowisko Kikity). Er verfügt über eine grasbewachsenen Start- und Landebahn und wird hauptsächlich von kleinen Motorflugzeugen, Segelflugzeugen und Motorseglern genutzt.

## Kirche
Bis 1945 war Kekitten in die evangelische Kirche Seeburg (Ostpreußen) (polnisch Jeziorany) in der Kirchenprovinz Ostpreußen der Kirche der Altpreußischen Union eingepfarrt.
Katholischerseits verfügte der Ort über eine eigene Kapelle, die auch heute noch genutzt wird und die der Pfarrei Lutry (Lautern) im Erzbistum Ermland unterstellt ist. Die evangelischen Einwohner gehören jetzt zur Kapellengemeinde in Biskupiec (Bischofsburg), einer Filialgemeinde der Pfarrei Sorkwity (Sorquitten) in der Diözese Masuren der Evangelisch-Augsburgischen Kirche in Polen.

## Verkehr
Kikity liegt an der viel befahrenen Woiwodschaftsstraße 593, die von Miłakowo (Liebstadt) bis nach Reszel (Rößel) führt und bei Lutry (Lautern) die die Woiwodschaft Ermland-Masuren in Nord-Süd-Richtung verlaufende polnische Landesstraße 57 (frühere deutsche Reichsstraße 128) kreuzt.
Eine Anbindung an den Bahnverkehr besteht nicht.